# Rodney Scott
Rodney Scott (Washington, D.C., 17 de fevereiro de 1978) é um ator norte-americano, conhecido por interpretar Will Krudski no seriado Young Americans, um personagem secundário que surgiu em Dawson's Creek.